# Gare Montparnasse
Gare Montparnasse (Dworzec Montparnasse), także Paris-Montparnasse – jeden z sześciu głównych dworców czołowych Paryża. Korzysta z niego około 50 milionów pasażerów rocznie. Każdego dnia z dworca odjeżdża średnio 175.000 pasażerów w 315 pociągach.

## Historia

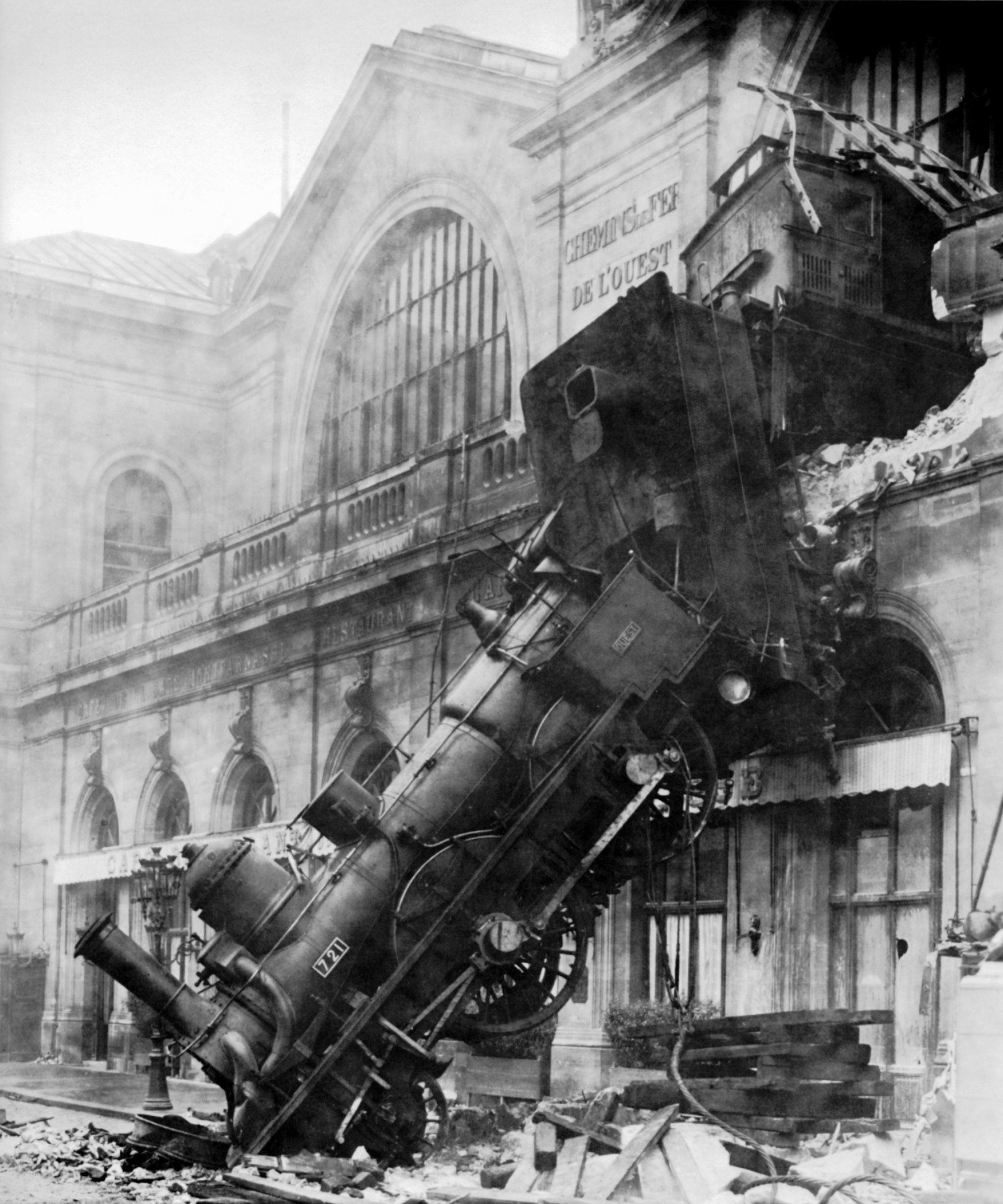
Słynny wypadek w 1895 roku.

Pierwszy dworzec został skonstruowany w 1840 roku pod nazwą Gare de l'Ouest (Dworzec Zachodni). Okazał się jednak zbyt mały dla potrzeb ruchu pasażerskiego i szybko został zastąpiony nowym dworcem projektu architekta Wiktora Lenoira.
22 października 1895 na dworcu miał miejsce słynny wypadek. Pociąg prowadzony lokomotywą parową nie zdołał wyhamować na czas, wskutek czego parowóz przebił ścianę dworca i wypadł na ulicę obok dworca.
W latach 60. dokonano przebudowy dworca, w ramach projektu przebudowy dzielnicy, do którego należała budowa Wieży Montparnasse, wybudowanej na miejscu starego dworca.
Nowy dworzec, trzeci z kolei, został cofnięty o kilkaset metrów, co wydłużyło drogę ze stacji metra i wymusiło konstrukcję ruchomych chodników między dworcem a okolicznymi stacjami metra.
Nowy dworzec, wkomponowany w otaczającą zabudowę mieszkalno-usługową, został zaprojektowany przez architektów Baudoina, Cassana de Marien, Lopeza i Saubot. Nie posiada on elementów typowych dla architektury dworców.
Przebudowa wnętrza dworca miała miejsce w roku 1990, zrealizowana została przy okazji oddania do użytku linii LGV Atlantique. Dworzec uzyskał między innymi nową fasadę, wykonaną ze szkła, nazwaną Porte Océane, która pozwala lepiej wyróżnić budynek w otaczającej architekturze, oraz betonową płytę przykrywającą część peronów, na której zlokalizowano parking.

## Infrastruktura
Właściwy dworzec składa się trzech budynków:
- Dworzec "główny" – Porte Océane, dający dostęp do peronów od strony północnej, posiadający połączenie z siecią paryskiego metra.
- Dworzec Pasteur – dający dostęp do peronów od południa.
- Dworzec Vaugirard – w południowej części, korzysta z niego jedynie kilka pociągów.

Dworzec posiada 28 torów przy krawędziach peronowych:
- 1-9: pociągi TGV,
- 10-24: pociągi dalekobieżne i regionalne,
- 25-28: dworzec Vaugirard.

## Obsługiwane relacje

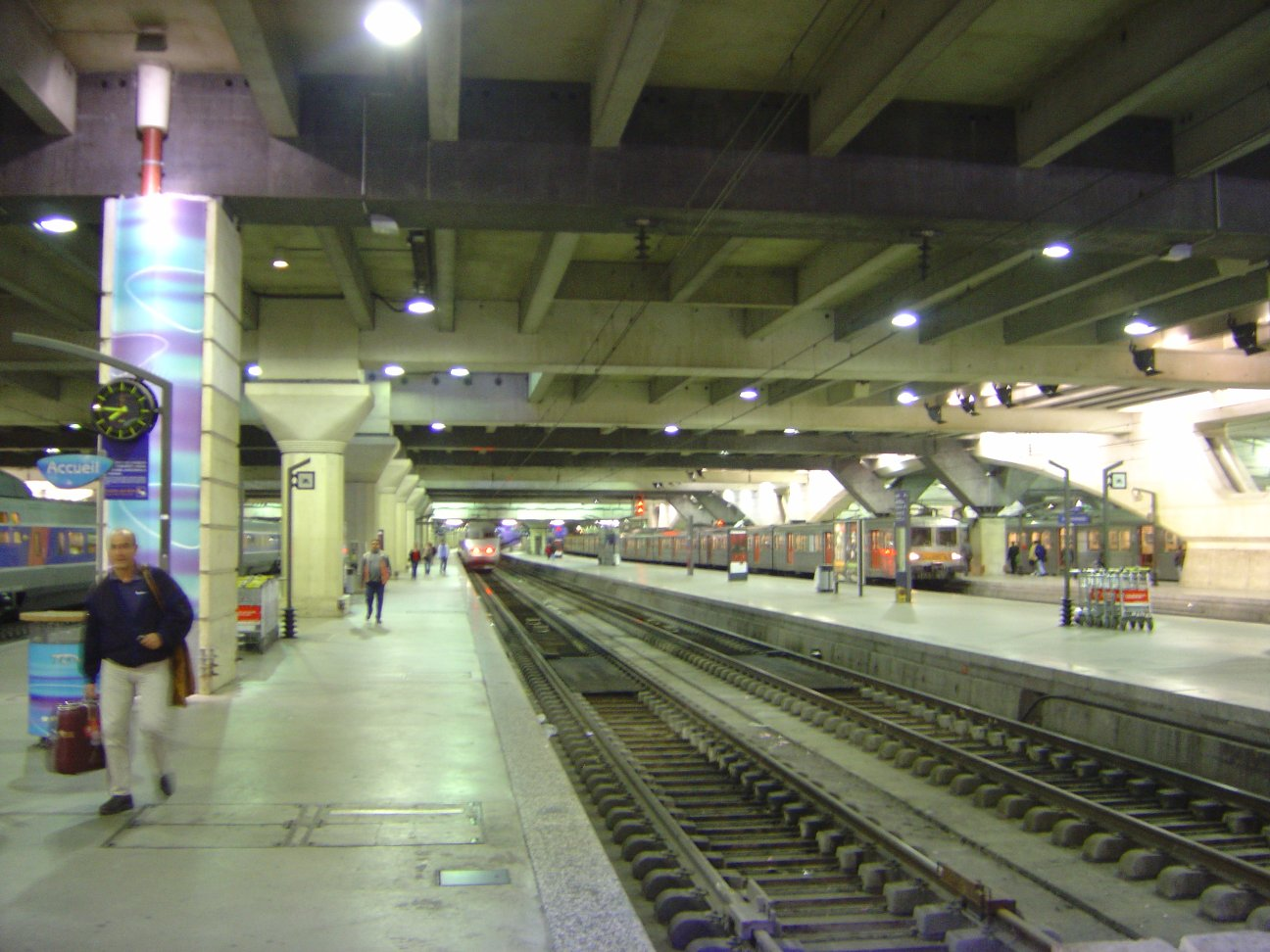
Wnętrze dworca

Z dworca odjeżdżają prawie wyłącznie pociągi w relacjach krajowych, z wyjątkiem kilku pociągów TGV docierających do Irun na granicy z Hiszpanią
- SNCF
  - TGV Atlantique – Tours, Le Mans, Nantes, Rennes, Bordeaux, Tuluza i pozostałe większe miasta południowo-zachodniej Francji.
  - Pociągi regionalne i podmiejskie do miast na południowy zachód od Paryża.

## Połączenia z siecią komunikacji miejskiej
- 4 linie metra
- kilka linii autobusowych